# 恋愛詐欺師
恋愛詐欺師（れんあいさぎし）はテレビ朝日系列で1999年10月21日～12月23日に放送されたテレビドラマ。原案は三浦浩子の「愛の仮面」。

## ストーリー
警視庁捜査2課の女性刑事・阿川貴理子は、結婚詐欺師の波留正彦を追っていた。彼が多くの女性から金を騙し取っているのは明白。しかし当の被害者女性達は「彼に夢を与えてもらった」「生きる喜びを教えられた」と言い、誰一人被害届を出そうとしない。彼は単に女性から金を
騙し取るのではなく、全身全霊で愛情を注いでいるのだった。
検挙しようと躍起になる貴理子を他所に、波留は今日も街角に立って、「渇いてるな…」とつぶやきつつ、ターゲットの女性＝クライアントを探し求める。

## キャスト
- 波留正彦：椎名桔平
- 阿川貴理子：石田ゆり子
- 白石拓也：岡田義徳
- 富樫愛：藤崎奈々子
- 今村一：清水章吾
- 富樫譲治：森本レオ
- 正彦の母：ふくまつみ

### ゲスト出演者
- 篠原裕美：天海祐希（第1話）
- 部長：半海一晃（第1話）
- 門倉朝美：戸田菜穂（第2話）
- 飯島：津田寛治（第2話）
- 塚本：正名僕蔵（第2話）
- 梨香：今井陽子（第2話）
- 浜名淳子：夏川結衣（第3話）
- 阿波野卓：伊藤俊人（第3話）
- 石井：飯田基祐（第3話）
- 緒方亜里沙：西田ひかる（第4話）
- 桜井直毅：升毅（第4話）
- 佐伯美夏：中村愛美（第5話）
- 佐伯瞳：緒沢凛（第5話）
- 清水恵子：鈴木杏樹（第6話）
- 清水の夫：浅野和之（第6話）
- 神野麻里子：南野陽子（第7話）
- 神野に騙された男：温水洋一（第7話）
- 医者：根津甚八（第7話）
- 岩瀬百合絵：南果歩（第8話）
- 工藤晃一：矢島健一（第8話）
- 松井：田中要次（第8話）
- 松井ゆうた：沼田和紘（第8話）
- 原明日香：奥貫薫（第9話）
- 石井園長：須永慶（第9話）
- 井口亜樹子：浅野温子（第10話）

## スタッフ
- 脚本：田辺満、川嶋澄乃
- 演出：星護、村上正典、加門幾生
- プロデューサー：黒田徹也（テレビ朝日）、稲田秀樹
- 音楽：本間勇輔
- 制作：テレビ朝日、共同テレビ

## サブタイトル
1. あなた渇いていませんか…
2. ビニール傘みたいな女、朝美
3. 経験豊富な恋愛脚本家、淳子
4. その結婚信じていいですか？
5. 私を買いませんか…少女の悲しい切り札
6. 私を連れてって…主婦が飛び乗った夜行便
7. 女サギ師と手を組んだ女刑事
8. 僕のパパになってよ…ウソでもいいから
9. 君と一緒に僕も死ぬ
10. 波留正彦の出生の秘密…その女が今夜全てを暴露する

| テレビ朝日系 木曜21時台・木曜ドラマ | テレビ朝日系 木曜21時台・木曜ドラマ | テレビ朝日系 木曜21時台・木曜ドラマ |
| 前番組                              | 番組名                              | 次番組                              |
| ----------------------------------- | ----------------------------------- | ----------------------------------- |
| てっぺん                            | 恋愛詐欺師                          | 恋愛中毒                            |